# Paul Lambert (labdarúgó)
Paul Lambert (Glasgow, 1969. augusztus 7. –) skót válogatott labdarúgó, edző. Pályafutása során játékosként német és skót klubokban fordult meg.
A Skót labdarúgó-válogatott tagjaként részt vett az 1998-as labdarúgó-világbajnokságon.

## Statisztika

### Góljai a válogatottban
|    | Időpont             | Helyszín            | Ellenfél | Gólok | Eredmény | Kiírás                                       |
| -- | ------------------- | ------------------- | -------- | ----- | -------- | -------------------------------------------- |
| 1. | 2002. szeptember 7. | Svangaskarð, Toftir | Feröer   | 1–2   | 2–2      | 2004-es labdarúgó-Európa-bajnokság selejtező |

## Sikerei, díjai

### Játékosként
- St. Mirren
  - Skót kupa: 1986-87
- Borussia Dortmund
  - UEFA-bajnokok ligája: 1996-97
- Celtic FC
  - Skót bajnok: 1997-98, 2000-01, 2001-02, 2003-04
  - Skót kupa: 2000-01, 2003-04, 2004-05
  - Skót ligakupa: 1997-98, 2000-01

### Edzőként
- Norwich City
  - Angol harmadosztály bajnoka: 2009-10